# Piia Suomalainen
Piia Suomalainen (* 9. Juli 1984 in Helsinki) ist eine ehemalige finnische Tennisspielerin.

## Karriere
Suomalainen begann mit vier Jahren das Tennisspielen und bevorzugte Hartplätze. Sie spielte vor allem Turniere der ITF Women’s World Tennis Tour, wo sie jeweils fünf Titel im Einzel und Doppel gewinnen konnte.
Sie debütierte 2002 in der finnischen Fed-Cup-Mannschaft, wo sie bis 2018 von 70 Begegnungen 37 gewinnen konnte, davon 22 Einzel und 15 Doppel.
In der deutschen Tennis-Bundesliga spielte sie 2016 für den TC Blau-Weiss Berlin in der 2. Liga.
Ihr letztes Profiturnier spielte sie im August 2018 in Savitaipale und wird seit November 2018 nicht mehr in den Weltranglisten geführt.

## Turniersiege

### Einzel
| Nr. | Datum            | Turnier     | Kategorie   | Belag     | Finalgegnerin     | Ergebnis      |
| --- | ---------------- | ----------- | ----------- | --------- | ----------------- | ------------- |
| 1.  | 7. November 2010 | Manila      | ITF $10.000 | Hartplatz | Luksika Kumkhum   | 6:3, 6:3      |
| 2.  | 31. Juli 2011    | Tampere     | ITF $10.000 | Sand      | Dinah Pfizenmaier | 7:5, 6:0      |
| 3.  | 20. Mai 2012     | Landisville | ITF $10.000 | Hartplatz | Elizabeth Lumpkin | 7:64, 6:1     |
| 4.  | 5. August 2012   | Savitaipale | ITF $10.000 | Sand      | Laëtitia Sarrazin | 3:6, 6:3, 6:3 |
| 5.  | 24. Juli 2016    | Tampere     | ITF $10.000 | Sand      | Emma Laine        | 0:6, 6:2, 6:3 |

### Doppel
| Nr. | Datum             | Turnier     | Kategorie   | Belag             | Partnerin          | Finalgegnerinnen                           | Ergebnis  |
| --- | ----------------- | ----------- | ----------- | ----------------- | ------------------ | ------------------------------------------ | --------- |
| 1.  | 19. August 2006   | Savitaipale | ITF $10.000 | Sand              | Katariina Tuohimaa | Davinia Lobbinger Alise Vaidere            | 7:5, 6:3  |
| 2.  | 18. November 2006 | Sunderland  | ITF $10.000 | Hartplatz (Halle) | Katariina Tuohimaa | Laura Haberkorn Martina Pavelec            | 6:3, 6:4  |
| 3.  | 3. August 2007    | Tampere     | ITF $10.000 | Sand              | Katariina Tuohimaa | Hanne Skak Jensen Marcella Koek            | 6:2, 6:4  |
| 4.  | 23. Oktober 2009  | Pretoria    | ITF $10.000 | Hartplatz         | Sina Haas          | Lucia Kovarcikova Zuzana Linhová           | 7:62, 6:2 |
| 5.  | 2. August 2013    | Savitaipale | ITF $10.000 | Sand              | Emma Laine         | Anastassija Komardina Akvilė Paražinskaitė | 6:4, 6:4  |